# Monastère de Veta
Le monastère de Veta (en serbe cyrillique : Манастир Вета ; en serbe latin : Manastir Veta) est un monastère orthodoxe serbe situé à Veta, dans le district de Pirot et dans la municipalité de Bela Palanka en Serbie.
Le monastère est dédié à la Dormition de la Mère de Dieu.

## Présentation
Selon la tradition, le monastère aurait été fondé par les frères Mrnjavčević et remonterait au XIVe siècle. Il a probablement été pillé au moment de la conquête ottomane en 1386 et son église a alors été démolie. Selon une inscription, il a été reconstruit en 1686, peu avant le début de la grande guerre turque dans la région du Ponišavlje.
Le monastère a été détruit en 1737 lors de la guerre austro-russo-turque de 1735-1739, ainsi qu'en témoigne une inscription portée sur livre transféré à Sremski Karlovci ; les moines ont alors déserté les lieux lors de la grande migration serbe qui eut lieu cette année-là. L'historien B. Rajković, qui a étudié l'histoire du monastère, affirme qu'une tentative de restauration du monastère a été effectuée au moment du Premier soulèvement serbe contre les Turcs, notamment sous l'impulsion du haïdouk Veljko Petrović, mais que cette tentative a échoué à cause des Ottomans.
La véritable reconstruction du monastère date de 1869, à l'initiative de Mladen Stojić. Le monastère eut encore à subir les vicissitudes de l'histoire lors de la Première et de la Seconde Guerre mondiale.
L'église de la Dormition est un édifice modeste constitué d'une nef unique prolongée par une abside demi-circulaire et précédée par un narthex ouvert ; elle ne relève d'aucun style architectural particulier. La nef est dotée d'une voûte en berceau et, à l'extérieur, le toit à deux pans est couvert de tuiles ; le bâtiment est construit à l'aide de gravats, de pierres et de briques. Dépourvue de toute décoration peinte, elle abrite un calice daté de 1854 que les soldats russes ont offert au monastère pour le repos de l'âme de leurs camarades morts au cours de la guerre de libération contre les Turcs.

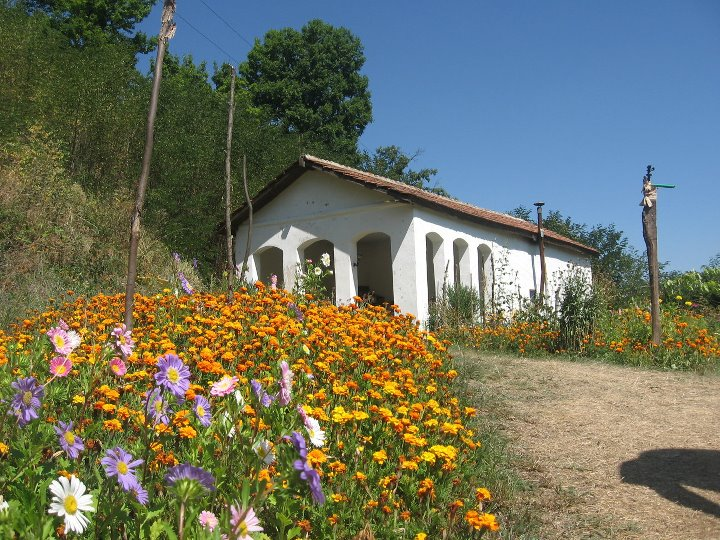
Autre vue de l'église

Dans la cour du monastère se trouvent deux konaks et un clocher.

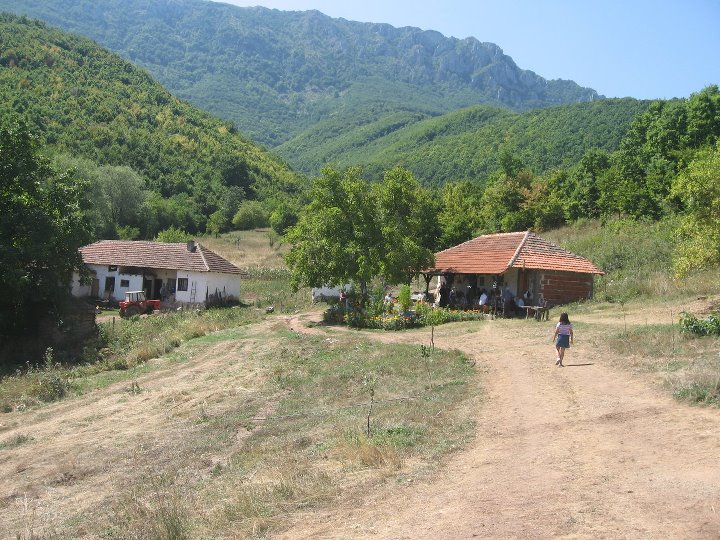
La cour du monastère